# ATP Challenger Como
Das ATP Challenger Como (offizieller Name: Como Lake Challenger) ist ein seit 2006 jährlich stattfindendes Tennisturnier in Como. Es ist Teil der ATP Challenger Tour und wird im Freien auf Sand ausgetragen. Pablo Carreño Busta (zwei Einzeltitel) und Andre Begemann (zwei Doppeltitel) sind die Rekordsieger des Turniers.

## Liste der Sieger

### Einzel
| Jahr | Sieger                  | Finalgegner           | Ergebnis              |
| ---- | ----------------------- | --------------------- | --------------------- |
| 2025 |                         |                       | Austragung ab 25.8.25 |
| 2024 | Gabriel Debru           | Ignacio Buse          | 6:1, 2:6, 6:3         |
| 2023 | Thiago Seyboth Wild     | Pedro Martínez        | 5:7, 6:2, 6:3         |
| 2022 | Cedrik-Marcel Stebe     | Francesco Passaro     | 7:62, 6:4             |
| 2021 | Juan Manuel Cerúndolo   | Gian Marco Moroni     | 7:5, 7:67             |
| 2020 | abgesagt                | abgesagt              | abgesagt              |
| 2019 | Facundo Mena            | Andrej Martin         | 2:6, 6:4, 6:1         |
| 2018 | Salvatore Caruso        | Cristian Garín        | 7:5, 6:4              |
| 2017 | Pedro Sousa             | Marco Cecchinato      | 1:6, 6:2, 6:4         |
| 2016 | Kenny de Schepper       | Marco Cecchinato      | 2:6, 7:60, 7:5        |
| 2015 | Andrei Kusnezow         | Daniel Brands         | 6:4, 6:3              |
| 2014 | Viktor Troicki          | Louk Sorensen         | 6:3, 6:2              |
| 2013 | Pablo Carreño Busta (2) | Dominic Thiem         | 6:2, 5:7, 6:0         |
| 2012 | Andreas Haider-Maurer   | João Sousa            | 6:3, 6:4              |
| 2011 | Pablo Carreño Busta (1) | Andreas Beck          | 6:4, 7:64             |
| 2010 | Robin Haase             | Ivo Minář             | 6:4, 6:3              |
| 2009 | Oleksandr Dolhopolow    | Juan-Martín Aranguren | 7:5, 7:65             |
| 2008 | Diego Junqueira         | Daniel Köllerer       | 2:0 aufgg.            |
| 2007 | Máximo González         | Christophe Rochus     | 7:6, 6:4              |
| 2006 | Simone Bolelli          | Federico Luzzi        | 4:6, 6:3, 6:2         |

### Doppel
| Jahr | Sieger                               | Finalgegner                          | Ergebnis              |
| ---- | ------------------------------------ | ------------------------------------ | --------------------- |
| 2025 |                                      |                                      | Austragung ab 25.8.25 |
| 2024 | Victor Vlad Cornea Denys Moltschanow | Alexandru Jecan Iwan Ljutarewitsch   | 6:2, 6:3              |
| 2023 | Constantin Frantzen Hendrik Jebens   | Filip Bergevi Mick Veldheer          | 6:3, 6:4              |
| 2022 | Alexander Erler Lucas Miedler        | Dustin Brown Julian Lenz             | 6:1, 7:63             |
| 2021 | Rafael Matos Felipe Meligeni Alves   | Luis David Martínez Andrea Vavassori | 6:72, 6:4, [10:6]     |
| 2020 | abgesagt                             | abgesagt                             | abgesagt              |
| 2019 | Andre Begemann (2) Florin Mergea     | Fabrício Neis Pedro Sousa            | 5:7, 7:5, [14:12]     |
| 2018 | Andre Begemann (1) Dustin Brown      | Martin Kližan Filip Polášek          | 3:6, 6:4, [10:5]      |
| 2017 | Sander Arends Antonio Šančić         | Aljaksandr Bury Kevin Krawietz       | 7:61, 6:2             |
| 2016 | Roman Jebavý Andrej Martin           | Nils Langer Gerald Melzer            | 3:6, 6:1, [10:5]      |
| 2015 | Gero Kretschmer Alexander Satschko   | Kenny de Schepper Maxime Teixeira    | 7:63, 6:4             |
| 2014 | Guido Andreozzi Facundo Argüello     | Steven Diez Enrique López Pérez      | 6:2, 6:2              |
| 2013 | Rameez Junaid Igor Zelenay           | Marco Crugnola Stefano Ianni         | 7:5, 7:62             |
| 2012 | Philipp Marx Florin Mergea           | Colin Ebelthite Jaroslav Pospíšil    | 6:4, 4:6, [10:4]      |
| 2011 | Federico Delbonis Renzo Olivo        | Martín Alund Facundo Argüello        | 6:1, 6:4              |
| 2010 | Frank Moser David Škoch              | Martin Emmrich Mateusz Kowalczyk     | 5:7, 7:62, [10:5]     |
| 2009 | Marco Crugnola Alessandro Motti      | Treat Huey Harsh Mankad              | 7:63, 6:3             |
| 2008 | Mariano Hood Alberto Martín          | Guillermo Hormazábal Antonio Veić    | 6:1, 6:4              |
| 2007 | Máximo González Simone Vagnozzi      | Flavio Cipolla Marco Pedrini         | 7:6, 6:4              |
| 2006 | Jamie Delgado Jamie Murray           | Victor Crivoi Gabriel Moraru         | 6:2, 4:6, [10:7]      |